# Pasta d'ametlla
La pasta d'ametla és un producte de pastisseria fet d'ametla molta i sucre glas, al qual s'afegeix un emulsionant. No ha de confondre's amb el massapà. La pasta ha de contenir un 50 % d'ametla, però alguns tipus industrials de pasta d'ametla es fabriquen amb llavor de damàs o préssec, que estan emparentats amb l'ametla, als quals s'afegeix oli d'ametla per donar-li la seva sabor característica.